# Yasemin
Yasemin ist ein weiblicher Vorname.
Yasemine wird mit "die Yasmin-Blüte/Blume", aber auch mit "die Schöne", "die Liebe" oder "die Reine" übersetzt. Der weibliche Vorname kommt aus dem Arabischen/Persischen und hat am 24. November Namenstag.

## Herkunft und Bedeutung
→ Hauptartikel: Jasmin
Yasemin ist die türkische Variante des persischen Namens یاسمین yasamin.
Eine selten vorkommende ältere Variante des Namens ist Yasemen.

## Verbreitung
Der Name Yasemin ist lediglich in der Türkei verbreitet. In den 1980er Jahren gehörte er dort zu den beliebtesten Mädchennamen. Seitdem sinkt seine Popularität. Im Jahr 2013 verließ Yasemin die Hitliste der 100 häufigsten Mädchennamen in der Türkei.
Yasemin ist in Deutschland seit den 1950er Jahren ein regelmäßig vergebener, aber nicht sehr verbreiteter Mädchenname. In den letzten 10 Jahren wurde er etwa 450 Mal gewählt. In Österreich und der Schweiz ist der Name ebenfalls mäßig beliebt, er wird in den letzten 30 Jahren fast jährlich vergeben.
Seit Anfang der 1960er Jahre ist der Name in den Niederlanden bekannt, seither wurde er rund 1100 Mal in der Namensgebung berücksichtigt. In Frankreich kommt er seit Mitte der 1970er Jahre vor und wurde bis heute circa 910 Mal vergeben. Auch in Belgien wird der Name seit 1995 fast jedes Jahr gewählt, jedoch ist er nicht sonderlich beliebt.
In Polen gehört er zu den seltenen Vornamen.
Ebenso kommt der Name in den skandinavischen Ländern Dänemark, Norwegen und Schweden vor.
Der Name wird in England und Wales seit 1996 nur gelegentlich vergeben. Außerdem ist er in Irland, Nordirland, Schottland und Kanada anzutreffen. In den USA wird Yasemin seit Anfang der 1980er Jahre fast alljährlich vergeben, von 1930 bis 2022 etwa 440 Mal.

## Varianten
Andere Schreibweisen von Yasemin sind auch Yasemine, Yasmine, Yasmin, Yasemen oder, häufiger mit J geschrieben, Jasmin, Jasemin  Jasmine oder auch Jasemine.

## Namensträgerinnen

### Vorname
- Yasemin Adar (* 1991), türkische Ringerin
- Güner Yasemin Balcı (* 1975), deutsche Journalistin, Fernsehredakteurin und Schriftstellerin türkischer Herkunft
- Yasemin Baysal (* 1971 oder 1973), deutsche Sängerin
- Yasemin Can (* 1996), türkische Langstreckenläuferin
- Yasemin Cetinkaya (* 1988), deutsche Schauspielerin
- Yasemin Esmergül (1920–2007), türkische Schauspielerin
- Yasemin Karakaşoğlu (* 1965), deutsche Turkologin, Literatur-, Politik- und Erziehungswissenschaftlerin
- Yasemin Mansoor (* 1979), deutsches Fotomodell irakischer Abstammung
- Yasemin Özilhan (* 1985), türkische Schauspielerin
- Yasemin Şamdereli (* 1973), deutsche Filmregisseurin und Drehbuchautorin
- Yasemin Shooman (* 1980), deutsche Historikerin
- Yasemin Soysal, türkische Soziologin
- Yasemin Utku (* 1967), Architektin, Raumplanerin und Hochschullehrerin

### Kunstfigur
- Yasemin (Film), deutscher Spielfilm aus dem Jahr 1988